# Petroplax prionii
Petroplax prionii är en nattsländeart som beskrevs av Barnard 1934. Petroplax prionii ingår i släktet Petroplax och familjen krumrörsnattsländor. Inga underarter finns listade i Catalogue of Life.